# Jean Charest
John James "Jean" Charest, CP (Sherbrooke, 24 de junho de 1958) é um político canadense que serviu como 29º Primeiro-ministro do Quebec entre 2003 e 2012. Perdeu a eleição provincial de 4 de setembro de 2012 e renunciou ao cargo em 19 de setembro. Foi vice-primeiro-minstro do Canadá entre 25 de junho de 1993 e 4 de novembro de 1993. Foi líder do partido federal progressista conservador entre 1993 e 1998; era líder do Partido Liberal de Quebec desde 1998. Em 5 de setembro de 2012, Jean Charest anunciou sua saída do Partido Liberal, bem como sua saída da vida política.